# جمال وليامز (لاعب كرة قدم أمريكية أمريكي)
جمال وليامز (بالإنجليزية: Jamaal Williams)‏ هو لاعب كرة قدم أمريكية أمريكي، ولد في 3 أبريل 1995 في ريالتو في الولايات المتحدة.

## وصلات خارجية
- جمال وليامز على موقع مرجع كرة القدم المحترفة.كوم (الإنجليزية)